# (11773) Schouten
(11773) Schouten (1021 T-3) – planetoida z pasa głównego asteroid okrążająca Słońce w ciągu 4,54 lat w średniej odległości 2,74 j.a. Odkryta 17 października 1977 roku.